# East Blythe
East Blythe é uma comunidade não-incorporada localizada no estado americano da Califórnia, no Condado de Riverside.

## Demografia
Segundo o censo americano de 2000, a sua população era de 3 habitantes.

## Geografia
De acordo com o United States Census Bureau tem uma área de 1,3 km², dos quais 1,3 km² cobertos por terra e 0,0 km² cobertos por água.

## Localidades na vizinhança
O diagrama seguinte representa as localidades num raio de 40 km ao redor de East Blythe.